# Maurice Kenny
Maurice Kenny   (Watertown, 16 d'agost de 1929 - Saranac Lake, 16 d'abril de 2016) fou un escriptor mohawk. Estudià a la universitat de St Lawrence i va viatjar arreu d'Amèrica. Considerat una de les figures cabdals del renaixement indi dels anys 70 en literatura, autor d'I am the sun (1979), Dead letters send (1958), Dancing back strong the nation (1979), Kneading the blood (1981), Greyhouding this America (1988) i Between two rivers (1987).